# Kanton Héricourt-Est
Kanton Héricourt-Est (francouzsky Canton de Héricourt-Est) je francouzský kanton v departementu Haute-Saône v regionu Franche-Comté. Tvoří ho sedm obcí.

## Obce kantonu
- Brevilliers
- Chagey
- Châlonvillars
- Échenans-sous-Mont-Vaudois
- Héricourt (východní část)
- Luze
- Mandrevillars